# Grevillea acacioides
Grevillea acacioides là một loài thực vật có hoa trong họ Quắn hoa. Loài này được C.A.Gardner ex D.J.McGillivray miêu tả khoa học đầu tiên năm 1986.